# Strage del Diana
La strage del Diana avvenne al Kursaal Diana a Milano il 23 marzo 1921, in seguito a un attentato dinamitardo che causò 21 morti e 80 feriti.

## Antefatti
Nei tumultuosi anni del primo dopoguerra si formò a Milano un nucleo di anarcoindividualisti che aveva iniziato a scuotere Milano con una serie di attentati. Oltre a funzionari pubblici, ufficiali e industriali, finirono nel mirino degli attentatori anche i locali del centro frequentati dall'alta società e dalla buona borghesia milanese. Il 7 settembre 1919 l'anarchico Bruno Filippi rimase ucciso nell'esplosione dell'ordigno che stava per piazzare nei pressi del ristorante Biffi, nella galleria Vittorio Emanuele. Il 25 giugno 1920 fu lanciata contro le vetrine della Pasticceria Cova una bomba a mano che uccise un capitano dell'esercito. Contro lo stesso locale fu scagliata una seconda bomba il 7 agosto successivo. L'esplosione, salvo ferire tre svizzeri che si trovavano all'interno e danneggiare la struttura, non causò ulteriori danni.
Nell'ottobre 1920 Errico Malatesta, leader indiscusso del movimento anarchico italiano, venne arrestato e rinchiuso nel carcere di San Vittore. Nella stessa struttura erano rinchiusi i dirigenti libertari Armando Borghi e Corrado Quaglino. Con il passare dei mesi non venne fissata né la data di un processo né quella del rilascio dei tre uomini. Il 18 marzo 1921 quindi Malatesta, Borghi e Quaglino annunciarono lo sciopero della fame. Le notizie per le condizioni di salute di Malatesta crearono un aumento della tensione. Gli operai scesero in sciopero in segno di solidarietà. Il 23 marzo il quotidiano anarchico Umanità Nova uscì con il titolo Compagni! Malatesta muore!. Per la liberazione dello storico attivista anarchico si schierò anche Benito Mussolini dalle colonne de Il Popolo d'Italia.
In questo contesto, il gruppetto di anarcoindividualisti decise di attuare una serie di attentati per protestare contro la detenzione di Malatesta, sebbene quest'ultimo non avesse mai sostenuto la concezione della propaganda del fatto o gli attentati dinamitardi.

## Storia
Gli anarcoindividualisti decisero di colpire il teatro del Kursaal Diana, un prestigioso locale frequentato dalla borghesia milanese. Nel corso dei processi non verrà mai chiarita la reale motivazione della scelta del Diana, sebbene si ipotizzasse che l'obiettivo fosse il questore Giovanni Gasti che si riteneva risiedesse in un appartamento posto sopra il teatro. La sera del 23 marzo furono posizionati in una cesta 160 candelotti di gelatina esplosiva, ricoperti da paglia e bottiglie vuote; la cesta venne poi collocata nei pressi dell'ingresso riservato agli artisti che portava dall'albergo alla contigua sala di spettacolo.
Quella sera, presso il teatro del circolo, era in programma la quindicesima e ultima replica de La Mazurka blu (Die blaue Mazur) di Franz Lehár, portata in scena dalla Compagnia Darclè e accompagnata dall'orchestra diretta dal maestro Giuseppe Berrettoni. Dietro le quinte, per tutto il giorno, aveva regnato una certa agitazione. Per protestare contro il licenziamento di un collega, gli orchestrali avevano indetto uno sciopero improvviso e le trattative per farlo rientrare si protrassero lungamente, per raggiungere un accordo tra le due parti solo quando gli spettatori che gremivano la sala già rumoreggiavano per il forte ritardo.
Alle 22.40, dopo il lungo trillo che finalmente annunciava l'inizio dello spettacolo, il folto pubblico prese posto e fu in quel momento che la bomba esplose frantumando la muratura e investendo le prime file degli spettatori e la buca dell'orchestra. Rimasero ferite circa 80 persone e 17 furono i morti, destinati a diventare 21 nelle ore successive.

## Conseguenze
L'azione contro il "Diana" suscitò orrore e disapprovazione negli ambienti anarchici. Errico Malatesta, dal carcere, sospese lo sciopero della fame ed espresse «il suo sdegno per il delitto esecrando che giova solo a chi opprime i lavoratori e a chi perseguita il nostro movimento».
Più avanti, sulle pagine di Umanità Nova, pubblicherà un articolo, intitolato Guerra civile:
(Errico Malatesta su "Umanità Nova", l'8 settembre 1921)
Precipitatosi sul luogo dell'attentato Mussolini colse immediatamente l'opportunità per scatenare nuovamente le sue squadre non solo contro gli anarchici, ma anche contro i socialisti e i comunisti. Una squadra assaltò e bruciò la redazione dell'Umanità Nova, in via Carlo Goldoni. Un altro gruppo di fascisti si diresse invece contro la nuova sede in costruzione del giornale socialista Avanti!, in via Ludovico Settala 22, e l'attaccò a colpi di bombe a mano. Successivamente gli squadristi spareranno contro i pompieri che cercavano di spegnere le fiamme che stavano avvolgendo la struttura.
Nei giorni che precedettero il funerale Mussolini continuò a sfruttare l'ondata di sdegno che si era diffusa in città e in Italia. Pur essendo a capo di un piccolo movimento politico non ancora in parlamento, gli fu permesso dalle autorità statali di trattare con il comune di Milano, allora guidato dal socialista Angelo Filippetti, per lo svolgimento dei funerali delle vittime. Mussolini riuscì a ottenere che il gonfalone cittadino, simbolo della legittima autorità comunale, non presenziasse alla cerimonia e al corteo funebre.
Il giorno dei funerali Milano si fermò per rendere omaggio alle vittime dell'attentato al Diana. Tantissimi negozi tennero le serrande abbassate, mentre in molte fabbriche fu concesso agli operai di assentarsi dal lavoro per partecipare alla cerimonia, alla quale presero parte anche Mussolini e circa duemila tra fascisti, nazionalisti e arditi inquadrati e in divisa. Al sindaco Filippetti fu concesso solo di presenziare al cimitero.
In vista delle elezioni di maggio i fascisti utilizzeranno quest'episodio, insieme ad altri come i fatti di Empoli o quelli di Palazzo d'Accursio, per mettere in risalto agli occhi della borghesia italiana la violenza di sinistra. Così facendo, i Fasci di combattimento cercarono di ergersi agli occhi dell'opinione pubblica come la sola forza politica in grado di contrastare efficacemente un'imminente rivoluzione bolscevica.

## Indagini e processi
Le indagini furono immediatamente avviate e coordinate proprio dal questore Giovanni Gasti, presente in sala, indirizzandosi verso il giovane anarchico Antonio Pietropaolo, catturato dopo essere fuggito da una carrozza fermata al posto di blocco in corso Monforte, nella quale erano poi state ritrovate due rivoltelle e alcune bombe a mano.
Nel giro di poche settimane, l'arresto di Pietropaolo fu seguito da decine di arresti effettuati nell'ambiente degli anarchici individualisti lombardi. Alcuni sospetti, come Pietro Bruzzi, riuscirono a dileguarsi e riparare all'estero.
Il processo contro gli attentatori anarchici, difesi dall'avvocato Leonida Repaci, ebbe inizio il 9 maggio 1922, avanti la Corte di Assise di piazza Fontana e nella stessa aula dove era stato processato Gaetano Bresci. Il 1º giugno fu pronunciata la sentenza che individuava come autori materiali della strage e condannava all'ergastolo il bergamasco Ettore Aguggini, di 19 anni, e i mantovani Giuseppe Mariani, di 23 anni, e Giuseppe Boldrini, di 28 anni, che si proclamerà sempre innocente. Gli altri 16 imputati, ritenuti complici, furono condannati a pene varianti tra i 15 e i 4 anni di carcere.
Mariani disse sulla strage:

## Elenco delle vittime
- Leontina Rossi, 5 anni
- Rosa detta Teresina Passoni Nastri, 42 anni
- Mosè Arbizzoni, 23 anni, commerciante
- Margherita Calabresi Leoni, 29 anni, professoressa di violino
- Gemma Malatesta Carotti , 46 anni, orchestrale
- Pietro Boni, 32 anni, professore d'orchestra
- Angelo Rastelli, 33 anni, impiegato dell'Hotel Diana
- Ernesto Troeschel, 50 anni, professore d'orchestra
- Vittoria Troeschel, 20 anni (deceduta il 26 marzo)
- Renzo Rosi, 17 anni, studente
- Giuseppe Maggi, 17 anni, studente
- Mario Tedeschi, 30 anni, professore d'orchestra
- Ettore Pecorara, 29 anni, viaggiatore
- Pietro Lazzari, 30 anni, ingegnere
- Giuseppe Marano, 24 anni, impiegato
- Vitaliano Majocchi, 35 anni, impiegato
- Alessandro Lorenzi, 22 anni, impiegato
- Enrico Aldi, 25 anni, macellaio
- Salvatore Merrone, 50 anni, ingegnere (deceduto il 27 marzo)
- Bruno Sestini, 30 anni, impiegato (deceduto il 6 aprile)
- Ulderigo Coppini, 50 anni, professore d'orchestra (deceduto il 7 maggio)